# Lompret
 Lompret  es una población y comuna francesa, en la región de Norte-Paso de Calais, departamento de Norte, en el distrito de Lille y cantón de Quesnoy-sur-Deûle.

## Demografía
| 1098 | 1218 | 1344 | 1696 | 1873 | 2358 |
| Para los censos de 1962 a 1999 la población legal corresponde a la población sin duplicidades (Fuente: INSEE [Consultar]) |      |      |      |      |      |